# 钾盐

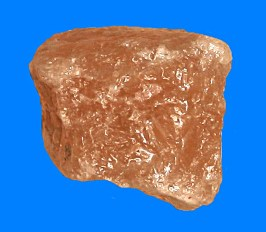
钾石盐

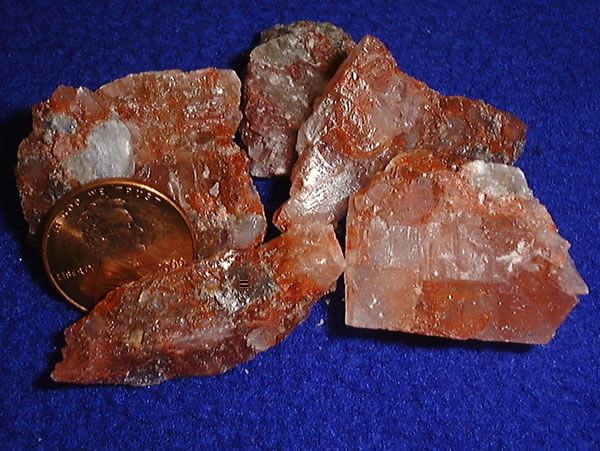
多晶体钾盐，旁边放的1美分用来作为颜色和大小的对比

钾盐是不同含钾的矿物的总称，分为可溶性钾盐矿物和不可溶性含钾的铝硅酸盐矿物。世界上95%的钾盐产品用作肥料，5%用于工业。典型的钾盐包括钾石盐、光鹵石、钾盐镁矾和水镁矾等。
钾盐和石盐不同的在于钾盐會有颜色，往往是橙红色到淡棕色的，这个颜色来源于晶体裏含的氧化铁和氢氧化铁。世界上大多数钾盐矿是含有钾石盐和水镁矾的矿床。
全世界钾盐的年产量为9000万吨（相当于4000万吨氧化鉀），加拿大是最大的钾盐开採国。大多数钾盐被用作肥料。大多数水镁矾矿位于德国。

## 用语
钾盐泛指含钾的矿物，其中最重要的是碳酸钾。
最早生产钾盐的方法是收集或者生产草木灰，把草木灰溶化到水裏，然后在一个大铁锅裏蒸发，留下的白色剩余就是钾盐（英文钾盐俗称potash，字面意义就是锅灰）。约10%的草木灰重量可以留下成为钾盐。后来钾盐被用来泛指自然裏存在的钾盐以及用它们製造的商业产品。

## 生产历史

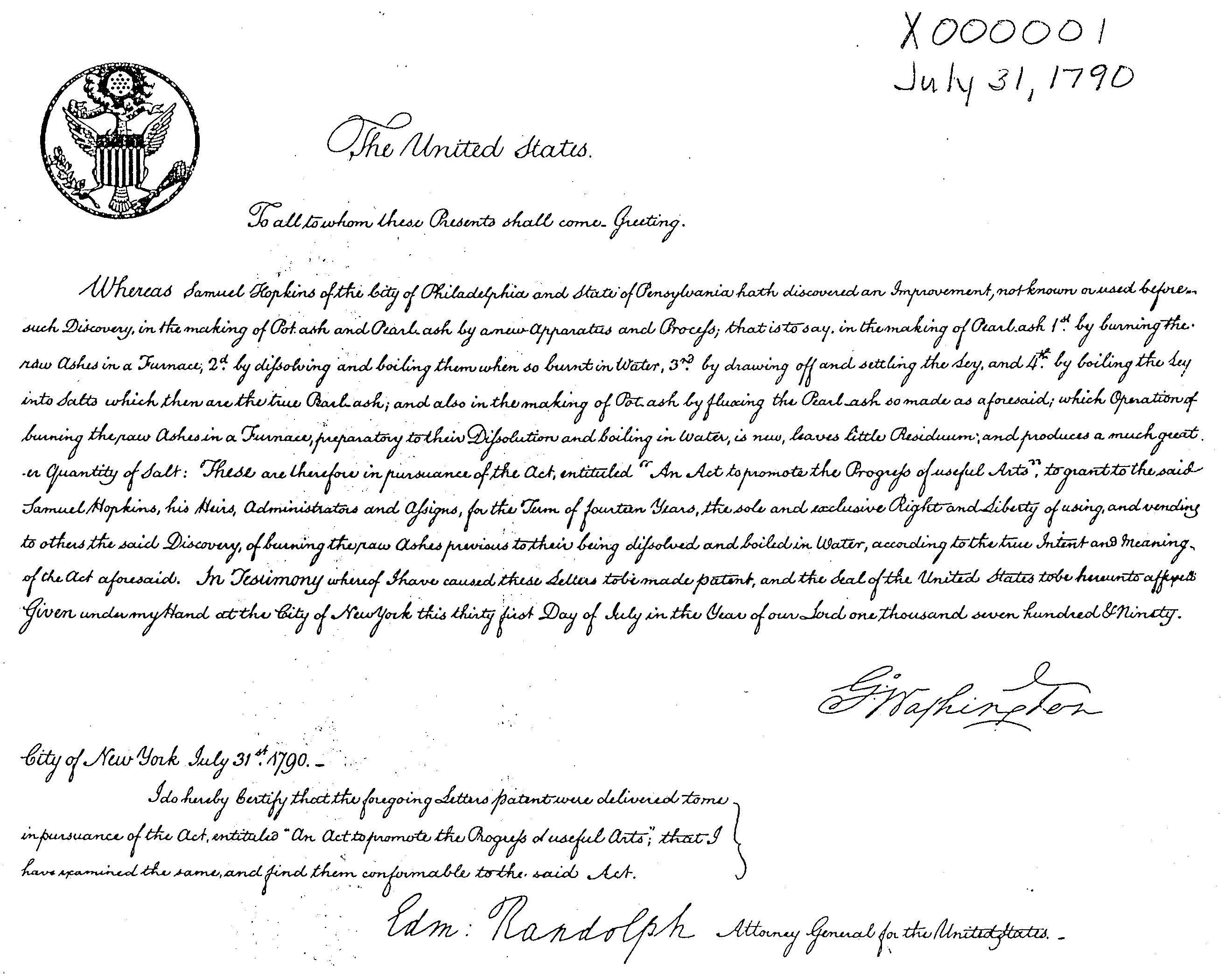
第一份美国专利，颁发给“製造钾盐的新设备和程序”，由乔治·华盛顿总统签署

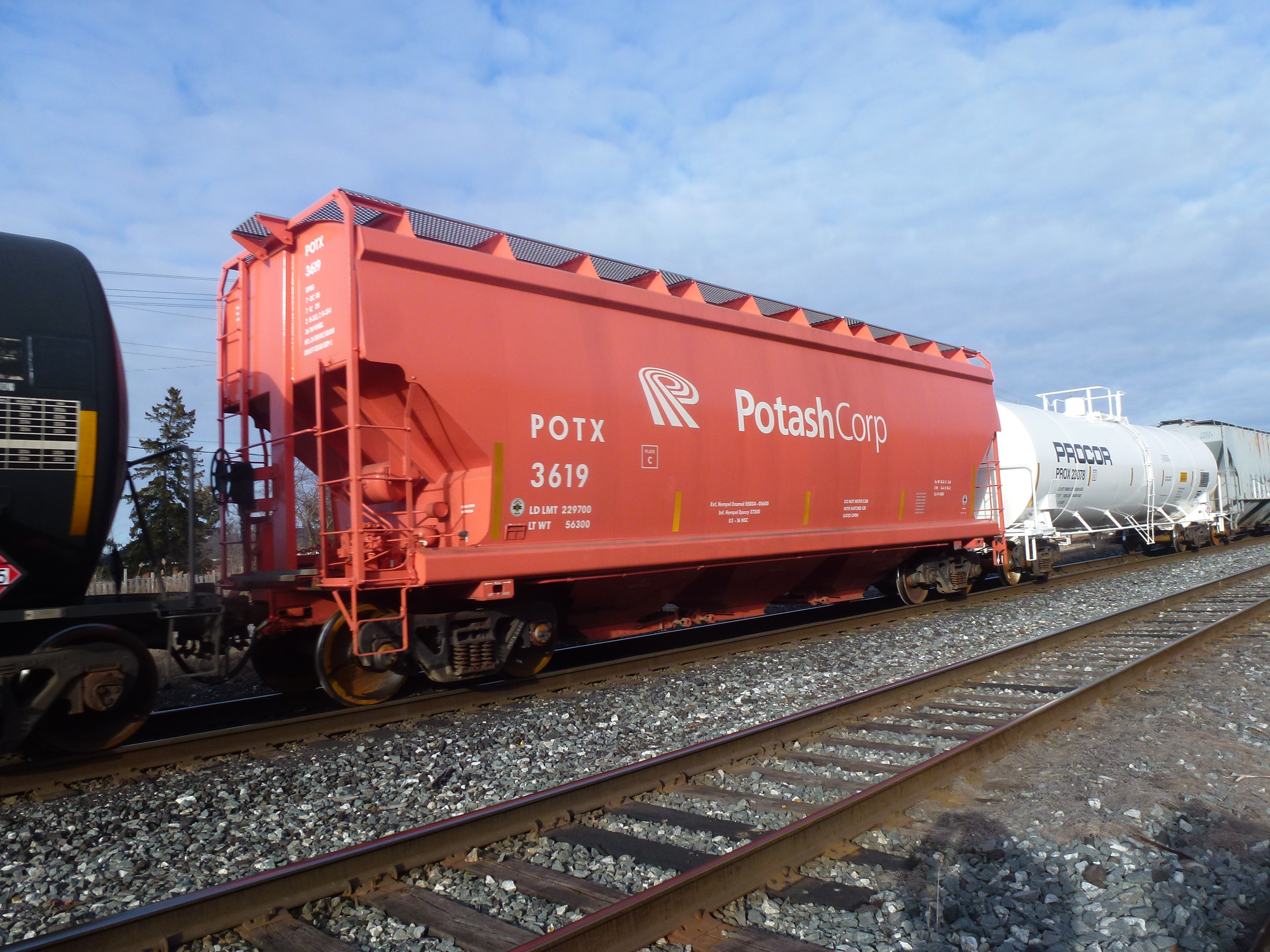
加拿大铁路上运输钾盐的货车

从青铜器时期开始钾盐就被用来漂白纺织品、製玻璃、陶瓷和製肥皂。
14世纪裏埃塞俄比亚开採钾盐。世界上最大的钾盐矿床之一（约1.4至1.5亿吨）位于阿法尔州達洛爾地区。
钾盐曾经是最重要的工业化学产品之一。过去大多数钾盐是通过使用欧洲、俄国和北美洲闊葉樹的灰製作的。虽然18世纪末就已经发明了製作人工钾盐的方法，但是一直到19世纪末这些方法才足够便宜，此前钾盐的主要来源依然是有机来源。
从14世纪初开始钾盐在欧洲成为重要的国际贸易品。估计从17世纪初开始欧洲每年进口600万以上立方米钾盐。
1420年到1620年间格但斯克、柯尼斯堡和里加是出口钾盐最多的城市。1654年至1667年的俄波战争使得钾盐出口中心从波罗的海转移到俄罗斯。1700年俄国是钾盐的主要来源，格但斯克依然保持其重要地位，因为那裏出产的钾盐质量高。15世纪末由于伦敦是生产肥皂的中心，它也是领先的钾盐进口地。16世纪荷兰成为最主要的钾盐进口和消费地。

### 18世纪
1790年美国颁发的第一份专利是颁发给“製造钾盐和“珍珠灰”的新设备和程序”的改进。“珍珠灰”是将木灰在火炉或者窑炉裏煅燒提高其纯度获得的钾盐。在英国人们生产钾盐製作肥皂来清洁製布的羊毛。
18世纪裏英国从美国进口高质量的钾盐的量不断提高。18世纪末和19世纪初生产钾盐为北美移民提供了他们继续的收入和贷款，与此同时他们伐木来赢得耕地。移民需要处理砍下来的木材才能完全使用开拓的耕地。最简单的处理方法是把不用做燃料和建筑材料的木材烧掉。硬木的灰可以用来製作氢氧化钾，用它可以製作肥皂或者生产价格更高的钾盐。每公顷硬木可以生产60到100蒲式耳灰（相当于每平方千米500到900立方米）。1790年在纽约州乡村地区每公顷生产的灰可以卖3.25到6.25美元（相当于每平方千米800到1500美元），几乎与雇农工清理同样面积林地的雇佣费一样高。在英属北美生产钾盐是一个重要工业。英国始终是最重要的消费市场。美国的钾盐工业跟随伐木者的斧头横扫北美洲。1820年后纽约州取代新英格兰成为最重要的钾盐产地，到1840年生产中心已经移到了俄亥俄州。在这个过程中钾盐始终是一个副产品工业，追随农业开垦林地的需要。
在奥克尼群岛上，从1719年开始海带的灰提供钾盐和碳酸钠，这个工业维持了一个世纪，“这些物质当时是玻璃和肥皂工业重要的原料”。
从1767年开始加拿大也出口木灰製的钾盐。1811年英国进口的钾盐中70%来自加拿大。1865年加拿大出口的钾盐达43958桶。
1857年德国在施塔斯富特的盐矿裏首次发现钾盐，钾盐是开採石盐的剩下的废料，当时被作为盐卤倒掉。后来，德国发展钾盐工业，使钾肥的施用量迅速增加。从此结束了人类使用草木灰作钾盐的时代。

### 20世纪工业化
19世纪裏在德国创办大规模钾盐矿后用草木灰製作钾盐的工业衰减。1943年在打井勘探石油时在加拿大薩斯喀徹溫省发现钾盐。1951年开始採矿。1958年美国钾盐公司成为加拿大第一个在佩辛斯湖拥有地下开採钾盐权利的公司，由于水流入矿井，1959年末开採停止。经过大幅度排水和修复后1965年又开始开採。1987年地下的矿井被淹。1989年矿重新开始开採，成为一个溶液矿。

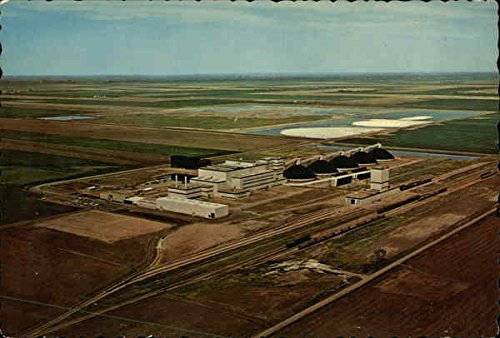
位于加拿大薩斯喀徹溫省的钾化合物厂的明信片

1964年一个名为钾化合物的加拿大公司首次使用溶液矿的方法开採钾盐。
世界上大多数钾矿是由远古内海沉积形成的。海水蒸发后钾盐在海底留下成为钾盐矿石。今天的钾盐矿全部位于这样形成的地方。这样的矿床裏混合含有氯化钾和氯化钠，即食盐。随时间地球的表面变化，原来的沉积层被上千米厚的土壤覆盖。
大多数钾盐矿的井深达1400米。一些矿床是水平的浅的沉积岩，它们可以露天开採。在地上的工厂裏氯化钾被分离出来来生产高含量的钾肥料。其它过程可以把其它钾盐分离出来，从中获取硫酸钾和硫酸钾镁。
今天世界上已知的最大的钾盐矿床分布在世界各地，从加拿大的薩斯喀徹溫省到巴西、白俄罗斯、德国和二叠纪盆地。二叠纪盆地的沉积层包括美国新墨西哥州卡爾斯巴德外的大型矿山以及位于附近利縣的沉积，其中利县的沉积纯度达80%，是世界上纯度最高的钾盐沉积。加拿大是钾盐的最大出产国，其后是俄罗斯和白俄罗斯。
中国大多数矿床位于其西部省份的内流盆地，尤其在青海省。1950年代的地质勘探发现了这些矿藏，但是商业开採一直要等到1980年代裏邓小平施行改革开放政策才开始。1989年在察尔汗盐湖创办的青海钾盐肥料厂使得中国氯化钾的产量提高了6倍。此前海西蒙古族藏族自治州和塘沽区的生产总量不到每年4万吨，此后达到近24万吨。
20世纪初在埃塞俄比亚和厄立特里亚边境附近達洛爾盆地发现钾盐矿藏。总藏量为1.85亿吨。有些这些矿藏适合露天开採。1960年代裏开始开採，但是1967年因为水灾停工。由于埃塞俄比亚-厄立特里亚战争1990年代开始的开採再次被迫停工。
印度曾经研究过从海水中提取钾盐。在从海水中蒸发水提取盐的过程中钾会在盐工业作为废料处理的盐卤中集中。
1904年德国人在上莱茵发现钾盐矿床。1910年、1915年德国和法国的两个钾盐矿床开始生产。在一战前，德国几乎控制了世界的钾盐市场。
20世纪初，死海的矿盐在以色列南方被开採。1956年，从死海的矿盐生产钾盐的阿拉伯鉀鹽公司成立。1958年，約旦王國授予该公司开採、生产、推销死海的矿物的一百年独家经营权。

## 形成

被地质运动扭曲的盐层

中欧的钾盐矿藏是2.5亿年前在乐平世和第三紀时期形成的。今天的盐矿地区当时是浅海或者海湾，当时的气候干燥炎热，因此大量海水在相当短的时间裏被蒸发。地质运动使得这些浅海和海湾与大洋分离，它们开始干枯。根据不同矿物的溶解度以下矿物先后结晶：
1. 石灰岩/白云石
2. 石膏/硬石膏（剩余的水分最多为原来的约25%）
3. 石盐（剩余水分最多为原来的约10%）
4. 钾盐（剩余水分少于原来的1%）

在大多数情况下由于隔离的障碍消失或者气候变化在石膏结晶或者石盐结晶的时候这个过程就被停止或中断了。因此钾盐的矿藏是比较少见的。蒸发后形成的盐层被其它沉积（比如黏土）覆盖。有时在蒸发后气候重新潮湿，此后再次进入蒸发状态。由于海底逐渐下沉，在上百万年中可以形成数千米后的石膏和盐层。在中欧和西欧的地下至少有5个这样的蒸发系列。三个这样的系列里含有钾盐层。其它沉淀物（比如后来形成砂岩的沙）继续沉积，使得盐层上有沉积了数千米其它的岩层。
最后气候和地质情况再次转变，盐不再沉积。
由于盐的密度比大多数其它岩石低，而且在压力作用下它会开始缓慢流，因此它会慢慢聚集在一定的地形里并开始向地表上升。通过这个被称为鹽構造的过程最后形成鹽丘。这样钾盐随石盐一起上升到地表，使得人类可以在矿场开采。

## 存储

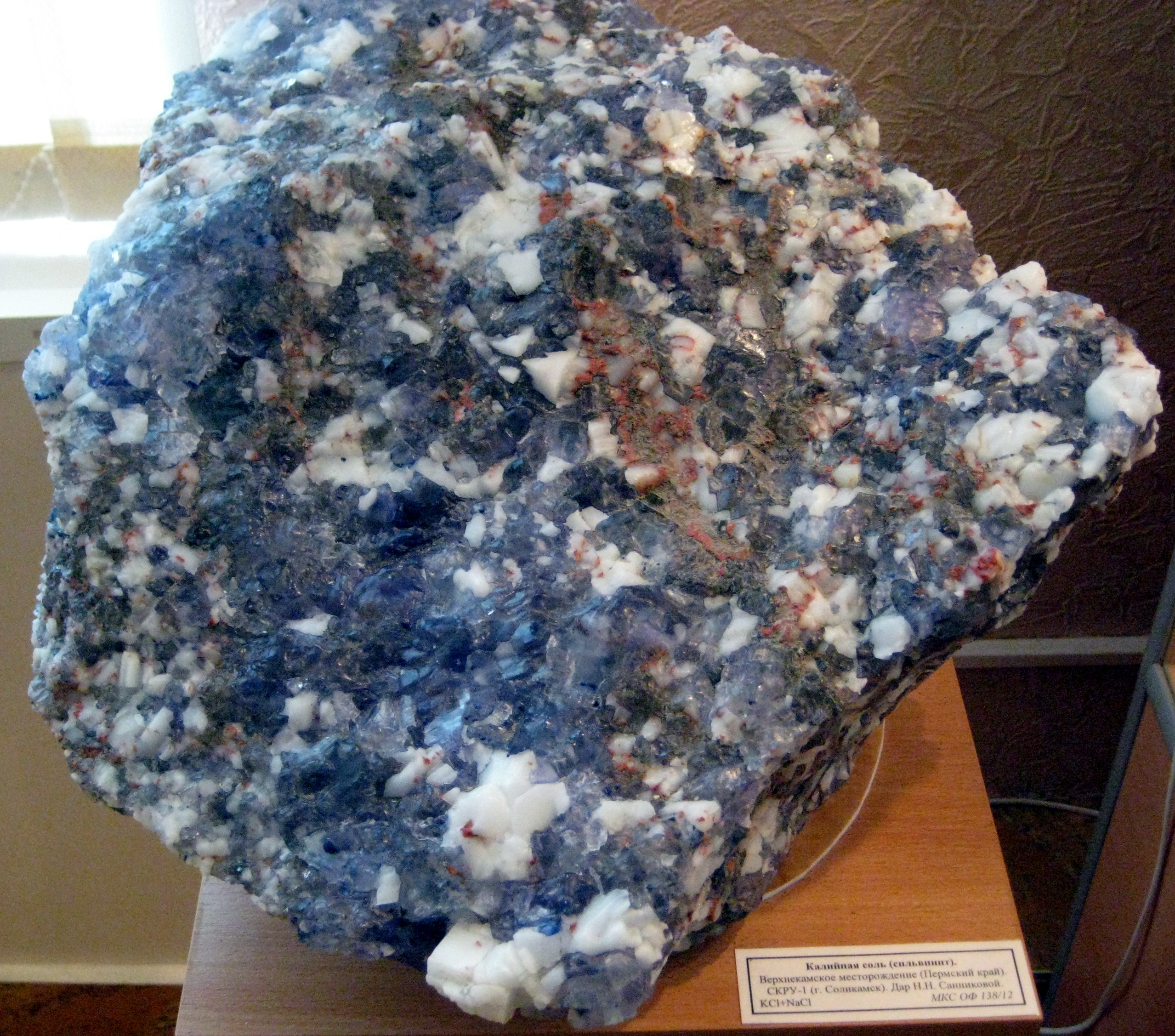
俄罗斯彼爾姆邊疆區索利卡姆斯克乌拉尔钾肥矿井中开采的晶体。在蓝色的石盐晶体里含有微小红色的钾盐

最大的钾盐矿藏位于俄罗斯、白俄罗斯、乌克兰、加拿大、美国和中国罗布泊。其中最大的产地是加拿大薩斯喀徹溫省。以色列和约旦从死海这样的鹹水湖提取大量钾盐。其它重要产地有德国、智利、西班牙、英国、乌兹别克斯坦和巴西。

## 开采
钾盐有通过露天开採和矿井开采的。
使用蒸发开采的方式是把热水注入盐层，把盐溶化然后泵到地表后通过太阳能蒸发。

## 加工

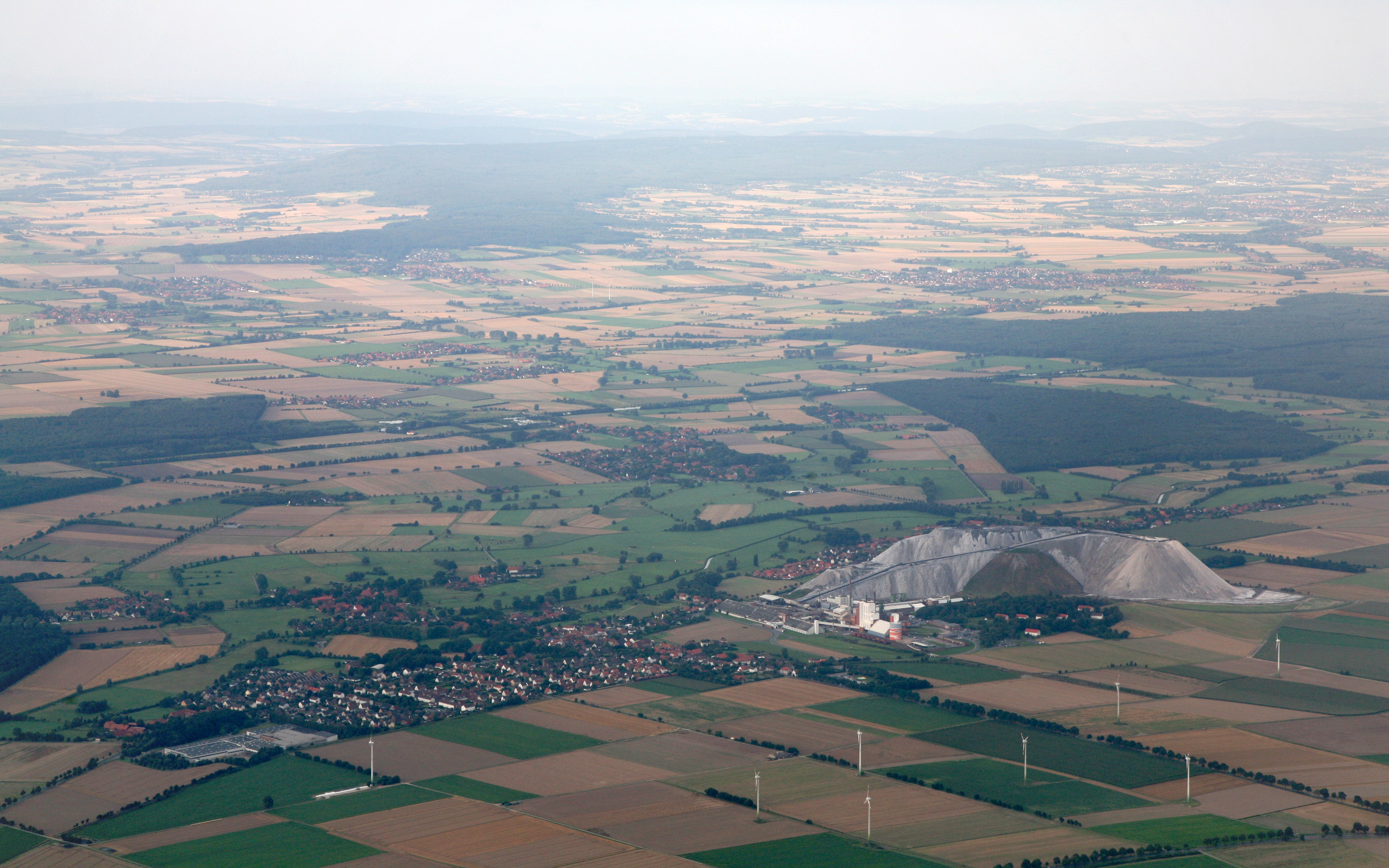
德国汉诺威附近钾盐矿井废渣堆的空照

一般钾盐矿采出来的盐层含20到35%的钾盐，因此在地上开采的盐必须加工处理。提纯的方法有泡沫浮选、热释放和静电分离。使用泡沫浮选的方法是在开采或者蒸发获得的钾盐里参加胺化合物。胺与钾盐接合，但是不与氯化钠接合。胺与钾盐接合后形成泡沫浮到溶液的上方，而氯化钠和粘土则沉到底部。浮在表面的胺和钾盐可以被漂出来。此后产品经过烘干后继续加工，比如加工成颗粒。
处理提纯后剩余的盐和碱含有大量镁盐和氯化钠，这些废料的处理是一个大问题。一个处理方法是把它们压入多空的石灰岩，另一个方法是作为废水排泄。

## 职业危险
在历史上由于环境因素如氡和石棉导致的呼吸道疾病始终是钾盐矿工面临的大问题。钾盐矿工容易得矽肺病。一个1977年到1987年间关于钾盐矿工心血管疾病的调查显示钾盐矿工的死亡率比较低，但是与地面工人相比还是有明显差别的。

## 消费
| 国家     | 产量           | 储量            |
| -------- | -------------- | --------------- |
| 加拿大   | 12.0 (28.57%)  | 1,000 (25.64%)  |
| 俄罗斯   | 7.2 (17.14%)   | 500 (12.82%)    |
| 白俄罗斯 | 6.4 (15.24%)   | 750 (19.23%)    |
| 中国     | 6.2 (14.76%)   | 360 (9.23%)     |
| 德国     | 2.9 (6.90%)    | 150 (3.85%)     |
| 以色列   | 2.2 (5.24%)    | 270 (6.92%)     |
| 约旦     | 1.3 (3.10%)    | 270 (6.92%)     |
| 智利     | 1.2 (2.86%)    | 150 (3.85%)     |
| 西班牙   | 0.7 (1.67%)    | 44 (1.13%)      |
| 美国     | 0.5 (1.19%)    | 210 (5.38%)     |
| 英国     | 0.5 (1.19%)    | 40 (1.03%)      |
| 巴西     | 0.3 (0.71%)    | 24 (0.62%)      |
| 其它国家 | 0.5 (1.19%)    | 90 (2.31%)      |
| 全球     | 42.0 (100.00%) | 3,900 (100.00%) |

### 肥料
钾是继氮和磷之后第三重要植物肥料。从古代开始它就被用作土壤肥料。元素钾与水产生激烈反应，因此在大自然中没有元素钾。作为不同化合物钾占地球地壳质量的2.6%，是地壳里第七最常见的元素，其丰度与钠类似（1.8%）。钾可以提高农作物的保存、产量、营养、味道、颜色、质量和抗病能力，因此在农业被广泛使用。它对水果、蔬菜、米、麦、其它谷物、甜菜、玉米、大豆、棉花和棕榈都起作用。
2000年以来对食物和饲料的需求依然不断提高。美国农业部认为这个增长的原因是因为每年全球人口增长7500万人。亚洲和拉丁美洲的发展尤其提高了对钾盐肥料的需求。发展中国家收入的提高也是钾盐肥料使用提高的原因。收入提高后消费者食品中肉和奶的成分提高。这个饮食习惯的更改导致更多农地需要开垦，更多肥料需要使用，更多畜牲需要蓄养，也需要更多钾盐。
经过数年不断的上升后2008年肥料使用下降。全球经济危机是这个下降的主要原因，它导致钾盐价格下跌，存量上升。
世界上最大的钾盐消费国是中国、美国、巴西和印度。巴西90%的消费量是进口的。2022年全球钾盐消费估计会达到3780万吨。
虽然肥料里不含有氧化钾，因为氧化钾是一种腐蝕性物質而且会潮解，但是进出口的钾盐数量一般使用氧化钾等量吨来报告。

### 价格
从2008年开始钾盐的价格猛增，从每吨200美元上升到2009年2月每吨875美元。2010年4月钾盐的价格骤跌到每吨310美元，此后两年里它又逐渐回复，然后2013年再次下跌。2011年11月每吨的价格约为470美元，而2013年5约则为393美元。2013年7月全球最大的钾盐垄断合作突然分裂后价格下跌20%。2015年12月末钾盐的价格为每吨295美元。2016年4月的价格为每吨269美元。2017年5月钾盐的价格下跌到每吨216美元，比上一年下降18%。2018年1月价格回升到每吨225美元。全球钾盐需求量的变化一般立刻会反应到价格中。

### 其它应用
氯化钾在许多工业中被应用，它被用来回收铝、用来生产氢氧化钾、在电镀中被使用、在石油工业中作为钻井液、用来溶化冰雪、用在钢铁热加工中、在医学里用来治疗低鉀血症以及用来硬水软化。氢氧化钾被用来做水处理，并是碳酸钾、磷酸钾和其它钾化合物的原料。它还被用来生产肥皂。碳酸钾被用来生产饲料补充、水泥、灭火器、食品、照片冲洗剂和纺织品。在酿制啤酒、生产药品的过程中它有使用。在生产合成橡胶的过程中它被用作催化剂。与硅砂反应它可以产生硅酸钾，被用在绘画和電弧焊的电极中。非肥料使用占美国钾盐消费的约15%。

### 取代
作为植物肥料以及基本的动物和人类营养钾无法被取代。有机肥和海绿石含有少量的钾，只有在短距离运输的情况下才可以赢利。

## 书籍
- Seaver, Frederick J. (1918) "Historical Sketches of Franklin County And Its Several Towns" （页面存档备份，存于）, J.B Lyons Company, Albany, NY, "Making Potash"章，27–29页
- Walther E. Petrascheck & Walter Pohl, Lagerstättenlehre. 3, 斯图加特: E. Schweizerbarth’sche Verlagsbuchhandlung, ISBN 3-510-65105-7 （德文）
- Otto F. Geyer, Manfred P. Gwinner, Geologie von Baden-Württemberg. 3, 斯图加特: E. Schweizerbarth’sche Verlagsbuchhandlung, ISBN 3-510-65126-X （德文）
- Ludwig Baumann, Igor Nikolskij, Manfred Wolf, Einführung in die Geologie und Erkundung von Lagerstätten. 2, 莱比锡: VEB Deutscher Verlag für Grundstoffindustrie （德文）
- Wilfried Hacker, [PDF Geowissenschaften und Bergbaugeschichte in der Dreiländer-Region Hessen, Thüringen und Niedersachsen], 2, 哥廷根: Universitätsverlag Göttingen, ISBN 978-3-940344-03-8 （德文）